# Jürgen Stegmann
Jürgen Stegmann (* 4. Mai 1964 in Dresden) ist ein deutscher Schauspieler und Regisseur.

## Leben
Jürgen Stegmann ist in Dresden aufgewachsen. In den 1970er Jahren begann er, Theater zu spielen, seit 1989 ist er praktizierender Schauspieler. Er studierte von 1985 bis 1989 an der Theaterhochschule Leipzig. Engagements führten ihn an die Theater Landesbühne Hannover, Ernst Deutsch Theater Hamburg, Wolfgang Borchert Theater Münster, Burgfestspiele Bad Vilbel, Carrousel-Theater Berlin, Theater Zwickau.
Jürgen Stegmann war von 2001 bis 2011 Mitglied des Ensembles der Landesbühnen Sachsen in Radebeul. Dort  spielte er mit in Außer Kontrolle (Körper), Der Schatz im Silbersee (Lord Castlepool, Felsenbühne Rathen der Landesbühnen), Die sexuellen Neurosen unserer Eltern (Der feine Herr), Ein Sommernachtstraum (Flaut, der Bälgenflicker), Harold und Maude (Pater Finnegan), Die Komödie der Irrungen (Angelo, ein Goldschmied), Loriot à la carte (Darsteller), Pension Schöller (Eugen Rümpel), Ronja Räubertochter (Borka, Birks Vater), Theatersport (Darsteller und Moderator) und in Woyzeck (Der Doktor). 
Von 2017 bis 2022 war er am Kabarett-Theater "Die Herkuleskeule" in Dresden engagiert.
Eigene Produktionen umfassen unter anderem das Balladenprogramm „Verweile doch, du bist so schön…“ mit Texten von Goethe und Schiller, bei dem Jürgen Stegmann durch den Musiker Benni Gerlach begleitet wird. Aber auch Soloprogramme wie "Eurokokke" (Schauspiel), "HausFrauenSex" (Satire), "ich liebe sie doch alle" (Solo-Kabarett) und literarische Programm (derzeit mit Texten von Christian Morgenstern) und zahlreiche Lesungen gehören zu seinem Betätigungsfeld.
Er ist Regisseur und künstlerischer Betreuer in mehreren Theatergruppen, so beispielsweise im Evangelischen Kreuzgymnasium Dresden. Er ist künstlerischer Leiter der Theatergruppe Maxen.